# Проклятие Бигфута
«Проклятие Бигфута» (англ. Curse of Bigfoot) (ранняя версия фильма имела название «Подростки против нечто» (англ. Teenagers Battle the Thing)) — американский малобюджетный фантастический фильм ужасов 1977 года. Режиссёром и продюсером фильма выступил Дэйв Флокер, сценарий написал Джеймс Т. Флокер.
Изначально в 1958 году братья Флокер сняли 58-минутную картину под названием «Подростки против нечто», но так и не выпустили его. На волне популярности фильмов о снежном человеке в 1970-х годах они перемонтировали фильм, досняли несколько сцен и выпустили его под названием «Проклятие Бигфута» в 1977 году. Данный фильм часто называют одним из худших фильмов на тему снежного человека.

## Сюжет
Археолог доктор Билл Вайман берёт с собой пятерых студентов старших курсов и их учителя на древнюю стоянку индейцев. Обнаружив там необычное каменное орудие, они исследуют с его помощью высокий уступ над местом его находки. За каменной плитой с нарисованными на ней примитивными узорами, которая закрывает вход в пещеру, открывается проход, из которого начинает идти белый дым. Внутри пещеры люди видят мумифицированный труп (предположительно, бигфута), облепленный грязью. Мумию переносят в сарай, где она, освободившись от испарений пещеры, выходит из тысячелетней спячки. Пробравшись через цитрусовые рощи к соседнему ранчо, она убивает молодую женщину. Местный шериф присоединяется к группе студентов и учёных в попытке выследить существо, пока оно не убило кого-нибудь ещё. Взяв канистру с бензином и сигнальные ракеты, они устраивают засаду. Когда мумия выходит из зарослей на дорогу, её обливают бензином и поджигают, после чего она умирает окончательно.

## Производство
Продюсером фильма выступил Хью Томас, который также был ответственен за финансирование «Плана 9 из открытого космоса» Эда Вуда. В начале 1950-х годов он владел успешным кинотеатром под открытым небом в Сарасоте, штат Флорида. Геологи обнаружили на прилегающей территории нефть, в результате кинотеатр был закрыт, а на его месте возвели нефтяные вышки. Далее Томас переехал в Беверли-Хиллз, чтобы начать карьеру продюсера кинофильмов. Однако после непродолжительной работы в Голливуде он вновь занялся кинопоказом, управляя кинотеатром Grove Theater в городе Апланд, штат Калифорния. Именно тогда начинающие сценарист и режиссёр Джеймс и Дэйв Флокеры обратились к Томасу с предложением о сотрудничестве в создании независимого фильма, результатом которого стала картина «Подростки против нечто». Режиссёр Дэйв Флокер в титрах фильма был указан под псевдонимом Дон Филдс (англ. Don Fields). Съёмки проходили в Калифорнии.

## В ролях
| Актёр            | Роль               |
| ---------------- | ------------------ |
| Боб Клаймайр     | Джонни             |
| Билл Симонсен    | Доктор Билл Вайман |
| Жан Шайхэрт      | Шарон              |
| Дэннис Коттмейер | Боб                |
| Рут Энн Маннелла | Линда              |
| Кен Копфер       | Норман             |
| Мэри Браунлесс   | женщина-жертва     |

Многие малобюджетные независимые фильмы прошлых десятилетий часто переиздавались с другими названиями. Чтобы обмануть дистрибьюторов, иногда снимались новые сцены и вставлялись в уже существующие фильмы, а также добавлялись новые титры с альтернативными названиями. Работа над «Подростками против нечто» была завершена в 1958 году, фильм так и не был выпущен в прокат, его можно было увидеть лишь на нескольких местных показах, организованных братьями Флокер c 1958 по 1961 годы. После этого негатив плёнки оказался в хранилище голливудской компании Consolidated Film Industries. В 1970-х годах после фурора, который произвёл выход фильма «Легенда Богги Крик» (1972), кинематографисты стали повально снимать малобюджетные фильмы ужасов про снежного человека. Тогда братья Флокер и решили выпустить свой фильм на большие экраны. Они специально досняли несколько новых сцен с уже повзрослевшим Кеном Копфером и добавили натурных съёмок для увеличения продолжительности фильма. В начале новой версии фильма главный герой оригинальной ленты вспоминает события, которые с ним произошли, а дальше идёт оригинальный фильм, показанный в качестве флешбека. Перемонтированная версия фильма была выпущена под названием «Проклятие Бигфута».

Обложка VHS-издания оригинального 58-минутного фильма.

В первоначальной версии фильма монстром являлась мумия индейца, который жил тысячи лет назад. В перемонтированной версии этого монстра, без какого-либо объяснения, называют бигфутом. Маска монстра была сделана из папье-маше и никакого отношения к данному криптиду изначально не имела. Автор Дэвид Коулмэн считает, что, возможно, создатели фильма рассчитывали, что картину будут показывать в кинотеатрах, где рассеянный свет поможет скрыть детали, но когда фильм был продан независимым телеканалам, подобные мечты развеялись.

## Релиз
Черно-белая версия фильма под названием «Подростки против нечто» изначально была выпущена на VHS. Позже доснятая ферсия фильма «Проклятие Бигфута» была выпущена на DVD 8 июля 2008 года. 16 апреля 2012 года компанией RiffTrax фильм был выпущен в формате «видео по запросу».

## Критика
Автор Дэвид Коулмэн писал, что оригинальная картина больше похожа на студенческий фильм, чем на серьёзную попытку даже скромного независимого режиссёра заработать на рынке drive-in кинотеатров 1950-х годов, где регулярно демонстрировались подобные фильмы. Фильм был снят на статичную камеру, на фиксированном штативе, а главным достоинством актёров было «умение не смотреть прямо в объектив», костюм мумии был «нелепым» и во всём фильме чувствовалось «отсутствие бюджета». По этим причинам Коулмэн полагает, что картина вполне оправданно пролежала неизданной и неизвестной почти два десятилетия. Свою рецензию на фильм Коулмэн подытоживает словами о том, что данную ленту зря называют одним из худших фильмов о снежном человеке, поскольку лишь при перемонтаже в него были добавлены упоминания о бигфуте, технически же фильм к тематике снежного человека отношения не имел, — если же его рассматривать как типичный плохой фильм ужасов той эпохи с обманчивым названием, то зритель легко может найти и гораздо более плохие картины.
На странице фильма на RiffTrax картину охарактеризовали как «безумный сэндвич, приготовленный Дагвудом Бумстедом после продолжительной опиумной попойки». А на странице одного из изданий фильма на Amazon его охарактеризовали как «ультрадрянной фильм о бигфуте, соперничающий с „Роботом-монстром“ и „Таящимся ужасом“ по восхитительной нелепости».